# From the Manger to the Cross
From the Manger to the Cross – amerykański niemy film z 1912 roku w reżyserii Sidneya Olcotta

## Wyróżnienia
| Rok wpisania | National Film Registry |
| ------------ | --- |
| 1998         | Lista filmów budujących dziedzictwo kulturalne USA utworzona przez National Film Preservation Board i przechowywana w Bibliotece Kongresu Stanów Zjednoczonych |